# Целуйки (Гомельская область)
Целуйки (бел. Цалуйкі) — упразднённая деревня в Храковичском сельсовете Брагинского района Гомельской области Беларуси.

## География

### Расположение
В 18 км на юго-восток от Брагина, 46 км от железнодорожной станции Хойники (на ветке Василевичи — Хойники от линии Калинковичи — Гомель), 137 км от Гомеля.

### Гидрография
Река Брагинка.

## Транспортная сеть
Транспортные связи по просёлочной, затем автомобильной дороге Комарин — Брагин.
Планировочно состоит из 2 коротких прямолинейных, параллельных между собой улиц, ориентированных с юго-востока на северо-запад и застроенных деревянными домами усадебного типа.

## История
Известна с XIX века как деревня в Савицкой волости Речицкого повета Минской губернии.
В 1930 году организован колхоз «Целуйки», работали мельница (с 1905) и кузница. Во время Великой Отечественной войны фашисты осенью 1943 года убили 5 жителей (похоронены в могиле жертв фашизма). В 1959 году входила в состав совхоза «Савичи» (центр — деревня Савичи).
С 29 ноября 2005 года исключена из данных по учёту административно-территориальных и территориальных единиц.

## Население
После катастрофы на Чернобыльской АЭС и радиационного загрязнения жители переселены в чистые места.

### Численность
- 1980-е - жители переселены

### Динамика
- 1850 год — 65 жителей
- 1897 год — 26 дворов, 135 жителей (согласно переписи)
- 1908 год — 33 двора, 238 жителей
- 1959 год — 157 жителей (согласно переписи)
- 1980-е - жители переселены

## Известные уроженцы
- Д. Ф. Целуйко — комиссар партизанской бригады «За Советскую Беларусь» в Вилейской области во время Великой Отечественной войны